# Resultados do Carnaval de Vitória em 2008
Este anexo contém sobre os resultados do Carnaval de Vitória no ano de 2008.

## Grupo Especial
A Unidos de Jucutuquara sagrou-se campeã ao fim da apuração. este é o sexto título e o terceiro consecutivo da agremiação. A Rosas de Ouro foi rebaixada de grupo.
| Legenda: Campeã |

| Col. | Escola                    | Enredo                                                                                  | Pontos |
| ---- | ------------------------- | --------------------------------------------------------------------------------------- | ------ |
| 1    | Jucutuquara               | De Vitória à Samotrácia: um canto de vitórias                                           | 279.6  |
| 2    | Andaraí                   | Comprar, vender, viver e aprender                                                       | 274,9  |
| 3    | Novo Império              | As Bodas de Aranã                                                                       | 272,7  |
| 4    | Independente de Boa Vista | Cio da Terra                                                                            | 260,3  |
| 5    | Barreiros                 | Num olhar distante, num sorriso de alegria, sou Barreiros sou APAE, campeãs de simpatia | 255,5  |
| 6    | Pega no Samba             | Ao ressurgir das cinzas, o Pega renasce como Fênix incendiando a avenida                | 250,7  |
| 7    | Rosas de Ouro             | Rosas de Ouro canta o grande amor à natureza                                            | 245,5  |

## Grupo de acesso
A Mocidade Unida da Gória sagrou-se campeã do grupo de acesso e foi promovida de grupo.
| Legenda: Promovida |

| Col. | Escola                   | Enredo | Pontos |
| ---- | ------------------------ | --- | ------ |
| 1    | Mocidade Unida da Glória | Amazonas Lendas e Cobiças (Reedição de 1987)                                                              | 286.9  |
| 2    | Imperatriz do Forte      | Presidente Kennedy. De Portugal a Batalha, ecoam os tambores da Imperatriz, na qual o Eldorado se espalha | 275,3  |
| 3    | São Torquato             | As Guerreiras Negras                                                                                      | 271,9  |
| 4    | Tradição Serrana         | Serra, terra de encantos, mistérios e paixão. Aqui cheguei, gostei e fiquei                               | 263,6  |
| 5    | Chegou O Que Faltava     | Chegou o que Faltava no paraíso das montanhas encantadas                                                  | 248,8  |
| 6    | Piedade                  | Os trabalhadores pedem passagem. A Piedade se encanta e canta o jubileu de prata da CUT                   | 248,8  |